# Мирный (Усть-Таркский район)
Ми́рный — посёлок в Усть-Таркском районе Новосибирской области. Входит в состав Дубровинского сельсовета.

## География
Площадь посёлка — 31 гектар.

## Население
| 2002 | 2007 | 2010 |
| ---- | ---- | ---- |
| 106  | ↗108 | ↘71  |

## Инфраструктура
В посёлке по данным на 2007 год функционируют 1 учреждение здравоохранения и 1 учреждение образования.